# (23779) Cambier
Pour les articles homonymes, voir Cambier.
(23779) Cambier est un astéroïde de la ceinture principale d'astéroïdes.

## Description
(23779) Cambier est un astéroïde de la ceinture principale d'astéroïdes. Il fut découvert le 17 août 1998 à Socorro (Nouveau-Mexique) par le projet LINEAR. Il présente une orbite caractérisée par un demi-grand axe de 2,60 UA, une excentricité de 0,19 et une inclinaison de 3,8° par rapport à l'écliptique.

## Compléments